# Broscinae
Broscinae este o subfamilie de Carabidae. Mai jos este o listă de genuri în subfamilia aceasta: 
- Acallistus
- Adotela
- Anheretus
- Axonya
- Barypus
- Bountya
- Brithysternus
- Broscodera
- Broscodes
- Broscosoma
- Broscus
- Brullea
- Cascellius
- Cerotalis
- Chaetobroscus
- Chylnus
- Craspedonotus
- Creobius
- Diglymma
- Ebertius
- Eobroscus
- Eurylychnus
- Gnathoxys
- Mecodema
- Metaglymma
- Microbarypus
- Miscodera
- Nothobroscus
- Nothocascellius
- Oregus
- Parroa
- Percolestus
- Percosoma
- Promocoderus
- Pseudobroscus
- Rawlinsius
- Zacotus